# Dermatitis herpetiforme
La dermatitis herpetiforme (DH) és una afecció crònica autoimmunitària amb butllofes a la pell, caracteritzada per una picor intensa i amb les butllofes plenes d'un líquid aquós. La DH és una manifestació cutània de la malaltia celíaca, encara que no es coneix el mecanisme causal exacte. La DH no està relacionada ni causada per l'herpesvirus; el nom significa que es tracta d'una inflamació de la pell amb un aspecte semblant (del llatí -formis) a l'herpes.
L'edat d'inici sol ser d'entre 15 i 40 anys, però la DH també pot afectar nens i persones grans. Els homes estan lleugerament més afectats que les dones. Les estimacions de prevalença de DH varien d'1 de cada 400 a 1 de cada 10.000. És més comú en pacients d'ascendència del nord d'Europa i del nord de l'Índia, i s'associa amb els haplotips de l'antigen leucocitari humà (HLA) HLA-DQ2 o HLA-DQ8 juntament amb la malaltia celíaca i sensibilitat al gluten.
La dermatitis herpetiforme va ser descrita per primera vegada per Louis Adolphus Duhring el 1884. El 1967 es va reconèixer una connexió entre la DH i la malaltia celíaca.

## Signes i símptomes

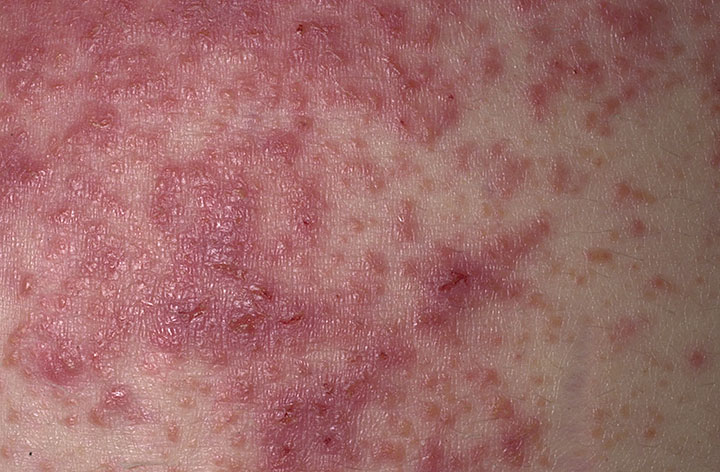
La seva característica erupció s'assembla a l'herpes i és la base del seu nom clínic.

La dermatitis herpetiforme es caracteritza per erupcions cròniques papulovesiculars intenses, distribuïdes generalment simètricament a les superfícies extensores (natges, nuca, cuir cabellut, colzes, genolls, esquena, línia del cabell, engonal), o cara).:616 Les butllofes varien de mida, des de molt petites fins a 1 cm de diàmetre. Aquest trastorn és extremadament pruent i el desig de rascar-se pot ser aclaparador. De vegades, això fa que la persona afectada es rasqui les butllofes abans de ser examinades per un metge. De vegades se sent la picor i la cremor abans que apareguin les butllofes en una zona concreta.
Els signes i símptomes de la DH solen aparèixer entre els 30 i els 40 anys, encara que totes les edats es poden veure afectades. Encara que els primers signes i símptomes de la dermatitis herpetiforme són picor i cremor intenses, els primers signes visibles són les petites pàpules o vesícules que solen semblar protuberàncies vermelles o butllofes. L'erupció pot aparèixer a la boca o els llavis (però rarament apareix en altres mucoses). Els símptomes varien en gravetat de lleus a greus, però és probable que desapareguin si s'evita la ingestió de gluten i s'administra el tractament adequat.
Els símptomes de la dermatitis herpetiforme són crònics, i solen anar i venir, sobretot en períodes curts de temps en resposta a la quantitat de gluten ingerida. De vegades, aquests símptomes poden anar acompanyats de símptomes de la malaltia celíaca, que normalment inclouen dolor abdominal, inflor o femta tova, pèrdua de pes i fatiga. Tanmateix, els individus amb DH sovint no presenten símptomes gastrointestinals encara que tinguin danys intestinals associats.
L'erupció causada per la dermatitis herpetiforme es forma i desapareix en tres etapes. En la primera etapa, el pacient pot notar una lleugera decoloració de la pell al lloc on apareixen les lesions. En la següent etapa, les lesions cutànies es transformen en vesícules i pàpules evidents que és probable que es produeixin en grups. La curació de les lesions és l'última etapa del desenvolupament dels símptomes, generalment caracteritzada per un canvi en el color de la pell. Això pot provocar que les zones de la pell es tornin més fosques o més clares que el color de la pell de la resta del cos. A causa de la picor intensa, els pacients solen rascar-se, cosa que pot provocar la formació de crostes.

## Diagnòstic
La dermatitis herpetiforme sovint es diagnostica erròniament, es confon amb erupcions per fàrmacs, dermatitis de contacte, èczema dishidròtic (dishidrosi) i fins i tot sarna. Altres diagnòstics en el diagnòstic diferencial inclouen picades d'insectes. i altres afeccions amb butllofes com el penfigoide ampul·lar, la dermatosi ampul·lar IgA lineal i el lupus eritematós sistèmic ampul·lar.

## Tractament

### Teràpia de primera línia
S'ha de seguir una dieta sense gluten estricta, i, normalment, aquest tractament serà un requisit de tota la vida.